# محمدتقی اکبرنژاد
محمدتقی اکبرنژاد (زادهٔ ۱۰ دی ۱۳۵۸)، روحانی اهل ایران است. وی از استادان حوزه علمیه قم است که در ۲۸ بهمن ۱۴۰۲ به علت انتقاد از نظام جمهوری اسلامی ایران و به اتهام توهین به رهبر جمهوری اسلامی توسط مأموران اطلاعات سپاه پاسداران در قم بازداشت و به مکان نامعلومی منتقل شد. طبق گزارش مهدی نصیری از بازداشت او، ادمین کانال و پیج او هم بازداشت شده تا اطلاعات بازداشت و فعالیت‌های او منتشر نشود.

## زندگی‌نامه
محمدتقی اکبرنژاد ۱۰ دی ۱۳۵۸ در تبریز زاده شد. والدین وی اهل روستاهای هشترود هستند. وی پس از تحصیلات پایه در سال ۱۳۷۵ وارد حوزه علمیه ولیعصر بناب شد و در ۱۳۷۷ برای ادامه تحصیل روانه قم شد و پس از اتمام تحصیلات حوزوی برای تدریس به حوزه‌های شهرستان زادگاهش بازگشت. اکبرنژاد سپس در سال ۱۳۸۶ به قم بازگشت و مدت یک سال در هیئت علمی مؤسسه آینده روشن (تخصصی مهدویت) در گروه قرآن و حدیث به تدریس مشغول شد و مدتی بعد با معرفی آیت‌اله احمد مبلغی ریاست پژوهشگاه دفتر تبلیغات با سمت کارشناس تحریریه مجله فقه نویسندگی را آغاز و از وی تعدادی مقاله در مجلات تخصصی در زمینه فقه و معارف اسلامی به چاپ رسید.

## مسئولیت‌ها و فعالیت
اکبرنژاد تا زمان بازداشت در ۲۸ بهمن ۱۴۰۲، مسئولیت‌هایی در حوزه ترویج علوم اسلامی برعهده داشت:
- عضو هیئت علمی در مؤسسه آینده روشن (تخصصی مهدویت) در گروه قرآن و حدیث
- کارشناس تحریریه مجله فقه
- ریاست مؤسسه فقاهت و تمدن‌سازی
- مدیر مسئول مؤسسه فرهنگ و تمدن علوی[۴]

وی در خصوص نداشتن مناصب حکومتی اعتقاد دارد که چون بلد نبوده تملق بگوید این فرصت (مثلا امام جمعه یکی از استان‌ها بودن) به او داده نشده است.

## موضع‌گیری‌های سیاسی
محمدتقی اکبرنژاد در مصاحبه‌ها و سخنرانی‌های مختلف و شبکه‌های اجتماعی، بارها از عملکرد مسئولان نظام جمهوری اسلامی ایران و شخص رهبری حکومت جمهوری انتقاد و نسبت به عواقب نادیده گرفتن مطالبات مردمی و سیاست‌های داخلی و خارجی نظام هشدار داده بود. وی پیش از این در شبکه‌های اجتماعی از جمله اینستاگرام سیاست‌های جمهوری اسلامی و رهبر جمهوری اسلامی را مورد انتقاد قرار داده بود. محمدتقی اکبرنژاد سابقهٔ ثبت برخورد قضائی با موضع‌گیری‌های خود را دارد و چندی پیش به دادگاه ویژه روحانیت نیز احضار شده بود.
وی همچنین در یک برنامه ویدئویی با عنوان «نقد و مناقشه در گفتار، راهبرد و نگرش امام خمینی» با انتقاد از روح‌الله خمینی بنیان‌گذار جمهوری اسلامی به نقد سیاست‌های حکومتی وی با لفظ «ادبیات تنش» و «رجزخوانی» پرداخته بود. وی در این مناظره که بازتاب زیادی داشت اظهار کرده بود: «او [آیت‌الله خمینی] دنیا را بلد نبود، اگر بلد بود کشور را به این سمت نمی‌برد.»

… توی قرآن به این عظمت، توی نهج البلاغه، توی حرکت امام حسین، توی صلح امام حسن، توی سیره ۲۵۰ ساله اهل بیت، یعنی هیچی به نفع ما ملت وجود نداره؟ و چیزی که به نفع ملت نباشه، حتی اسلامی که به نفع ملت نباشه، من کافرم به اون دینی که به نفع ملتش نباشه …

محمدتقی اکبرنژاد، 
محمدتقی اکبرنژاد با خطاب قرار دادن مقامات جمهوری اسلامی و عناصر و حامیان آنها گفته بود: «شما پادگان نیستید، شما یک کشور ۸۰ میلیونی واجب‌النفقه هستید.» و در سالگرد انقلاب ۱۳۵۷ در بهمن ۱۴۰۲ نیز گفت: «۲۲ بهمن نماد نفی آزادی و نفی جمهوریت است.»
وی در روزهای منتهی به بازداشتش انتقاد گسترده‌ای از رهبری کنونی جمهوری اسلامی در قبال وضعیت اسفناک معیشت توده مردم ایران و عدم کارایی چندین دولت در طول ۴۵ سال حکومت نظام جمهوری اسلامی داشت.
در خبرهایی که در شبکه‌های اجتماعی منتشر شده است، تعدادی از افراد حامی نظام جمهوری اسلامی با تجمع و سر دادن شعار خواستار برخورد با وی شدند.

### حجاب اجباری
محمدتقی اکبرنژاد در اواخر آذرماه سال ۱۴۰۲ در مصاحبه ویدئویی ۱/۵ ساعته با رسانه دیدار نیوز به‌طور اجمالی به بیان دیدگاه‌ها و نظراتش در خصوص موضوعات مهم و روز کشور پرداخت. وی در بخش از این مصاحبه موضوع حجاب را امری دانست که از سوی خود حاکمیت مورد ظلم و سوءاستفاده واقع شده است و گفت: «... جمهوری اسلامی و حاکمیت به جای این رفتارها باید بیاید به مردم بگوید من خادم شما هستم بگویید چیکار کنم و به این صورت به آغوش مردم برگردد، این را هم باید بداند که اولویت مردم شال و روسری نیست و فساد و فقر است…»

## آثار
برخی از کتاب‌های او به شرح زیر است:
- تأملی در مکتب اصولی شیخ انصاری
- زوائد اصول فقه: پیرایش اصول فقه از مباحث زائد
- نظام معرفتی فقاهت
- کلام فقاهی: مبانی کلامی و فقهی اجتهاد
- آثار فقه الحدیثی و سندی نقل به معنا
- قمه زنی و اعمال نامتعارف در عزاداری
- امیر شهر: زندگانی حاج‌آقا بزرگ عراقی
- فکر می‌کنی که فکر می‌کنی (منطق تفکر خلاق)
- فقه عزا و زیارت اهل بیت
- ادبیات دین[۱۰][۱۱]

## آزادی
محمدتقی اکبرنژاد که از ۲۸ بهمن ۱۴۰۲ توسط نیروهای وابسته به اطلاعات سپاه در بازداشت به‌سر می‌برد، در روز شنبه ۱۹ اسفند ۱۴۰۲ در یک فایل صوتی منتشر شده از آزادی خودش به قید وثیقه خبر داد.